# 宅間麻姫
宅間 麻姫 (たくま まき) は、日本のアニメ音響効果技師。スワラ・プロ所属。

## 作品

### テレビアニメ
- さんかれあ（TBS）（効果助手）
- はぐれ勇者の鬼畜美学（UHF）（効果助手）
- 世界でいちばん強くなりたい!（UHF）※今野康之と共同担当
- GATE 自衛隊 彼の地にて、斯く戦えり（UHF）（効果助手）
- 不思議なソメラちゃん（UHF）（効果助手）
- 機動戦士ガンダム 鉄血のオルフェンズ（MBS-JNN）（フォーリー）
- ぼのぼの（2作目）（CX）※第4話まで今野康之と共同担当
- ラブライブ!サンシャイン!!（UHF）（効果助手）
- 異世界はスマートフォンとともに。（UHF）
- ちょびっとづかん（UHF）
- 聖闘士星矢 セインティア翔（ANIMAX）
- 幻想三國誌 -天元霊心記-（BS12）
- 異世界はスマートフォンとともに。2（АТ-Х）
- ウマ娘 プリティーダービー シリーズ（UHF）
- グレンダイザーU（TX）※和田俊也と共同担当
- 魔導具師ダリヤはうつむかない（AT-X）
- 新米オッサン冒険者、最強パーティに死ぬほど鍛えられて無敵になる。（TX）

### 劇場アニメ
- モンスターストライク THE MOVIE（フォーリー）
- ラブライブ!サンシャイン!! The School Idol Movie Over the Rainbow

### Webアニメ
- 聖闘士星矢 セインティア翔
- ルガーコード1951